# Wang Xinnan
Wang Xinnan (en chino: 王鑫楠; 12 de julio de 1989) es una deportista china que compitió en remo. Ganó una medalla de bronce en el Campeonato Mundial de Remo de 2010, en la prueba de cuatro scull ligero.

## Palmarés internacional
| Campeonato Mundial | Campeonato Mundial        | Campeonato Mundial | Campeonato Mundial  |
| Año                | Lugar                     | Medalla            | Prueba              |
| ------------------ | ------------------------- | ------------------ | ------------------- |
| 2010               | Cambridge (Nueva Zelanda) | Medalla de bronce  | Cuatro scull ligero |